# Лави, Рафи
Рафи Лави (1937 — 7 мая 2007) — израильский художник, график, фотохудожник, преподаватель изобразительного искусства, музыкальный критик (классическая музыка) и журналист-искусствовед израильского еженедельника «Городская мышь».

## Биография
Рафи Лави родился в Рамат-Гане (подмандатная Палестина) в семье вдадельцев сети кафе «Атара». В юности он принимал участие в общественном движении Ха-ноар ха-овед ве-ха-ломед (Рабочая и учащаяся молодёжь)
Первые его работы, свидетельствующие о стилистической близости произведениям Авивы Ури и Арье Ароха, зрители увидели в начале 60-х годов. Это были типичные карандашные зарисовки, как правило, на розовом фоне. В дальнейшем Рафи Лави проявил себя как педагог и воспитатель целого поколения молодых художников в своём педагогическом колледже искусства. В 1966 году он основал группу «Десять плюс».
В начале 60-х годов Раффи Лави создавал спонтанные зарисовки под влиянием творчества Авивы Ури. В середине десятилетия в его работах появились образы, стилистически заимствованные из мира детских рисунков — своеобразные граффити и комиксы.
Хотя Раффи Лави был приглашён участвовать в художественной выставке группы «Новые горизонты», его произведения уже с начала 60-х годов не соответствовали поэтичности и тонкому лиризму работ художников группы. В последние годы десятилетия Рафи Лави приклеивал на свои картины фотографии, репродукции и плакаты. В одном произведении он совмещал различные эстетические уровни (китч, прикладную графику, детский рисунок, визуальную и политическую риторику), тем самым отвергая банальное искусство и культивируя эстетику неопределённости.
Лави создал группу «Десять плюс», которая организовала серию выставок, отразивших разнообразие художественных влияний в 60-х и 70-х годах XX века. В тот же период Лави приобрёл опыт создания экспериментальных фильмов на восьмимиллиметровой плёнке в стиле, названном им «лирико-кинетическая аннотация». Эти работы исследовали связь между изображением и восприятием аналогичного смысла в концептуальном искусстве. В фильме «Герань» (1974) Лави показал «скитание» по Тель-Авиву. Плёнка была подвергнута различным техническим манипуляциям, таким как применение эмульсии и отбеливателя, передержка и другие. Саундтрек фильма также претерпел различные коллажные манипуляции. Лави, например, прикрепил часть скрипки Паганини на выцветшее до неузнаваемости изображение улицы Йона Ха-Неви (где он жил). Движение камеры становилось всё более и более энергичным и размывало детали факторов метаморфозы. Музыку сменял разговор, в ходе которого музыкант Джон Кейдж рассказывал три истории. В фильме появлялась радиозапись, в которой он описывал памятник жертвам Холокоста Игаля Тумаркина, установленный на площади Рабина, скульптуру Иланы Гур и скульптуру на другой улице.
На выставке «Скудость материала как качество в израильском искусстве», организованной Сарой Брейтберг-Сэмель и состоявшейся в Тель-Авивском музее изобразительных искусств в 1986 году, Сара Брейтберг-Сэмель определила и представила один из стилей израильского изобразительного искусства — «скудость материала», который служил Лави в качестве основной модели в его творчестве.
За эти годы Лави стал одним из выдающихся художников, оказавших влияние на развитие современной израильской живописи; в течение 35 лет он был одним из самых авторитетных педагогов в Колледже для преподавателей в Рамат Ха-Шарон и выпустил целое поколение художников. Среди его учеников известные художники Яир Гарбуз, Дганит Берест, Михаль Неэман, Тамар Геттер и другие.
В 1999 году, в связи с окончанием преподавательской деятельности Рафи Лави в Школе искусств колледжа Бейт Берл, был опубликован выпуск журнала «Школа», посвящённый ему и его творчеству. Среди редакторов этого выпуска журнала были: журналист Адам Барух, карикатурист Дуду Гева, художники Тамар Геттер, Михаль Неэман, Давид Гинтон, Яир Гарбуз, Моше Гершуни и Нурит Давид, фотограф Михаэль Хейман, поэт Меир Визельтир и финансист Йона Фишер.
В 2002 году в Музее Израиля в Иерусалиме состоялась ретроспективная выставка работ Лави, организованная Сарит Шапирой.
В 2005 году Лави представил в галерее «Гивон» персональную выставку под названием «Араб — фиолетовые усы», которая стала итогом работы художника за два года, прошедших после его выставки в Музее Израиля. В том же году художник сменил квартиру и неожиданно пожертвовал свою богатую коллекцию израильского искусства музею в киббуце Эйн Харод (Меухад).
На 7 мая 2007 года Лави умер в своем доме в Тель-Авиве в результате рака поджелудочной железы. Его тело, согласно завещанию художника, было передано в Тель-Авивский университет. Под своей последней публикацией в журнале «Городская мышь», номер которого вышел через несколько дней после его смерти, он отметил: «Это моя последняя колонка. Мне нравилось писать её».
В июне 2012 года, на выставке Лави в галерее «Монтефиоре» в Тель-Авиве, были представлены его «Подготовительные работы», созданные в 1956—1960 гг.
Сын Рафи Лави — журналист Авив Лави.

## Галерея

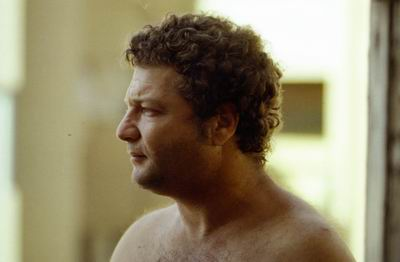
Фотограф: Стенли И. Баткин. «Портрет Рафи Леви».
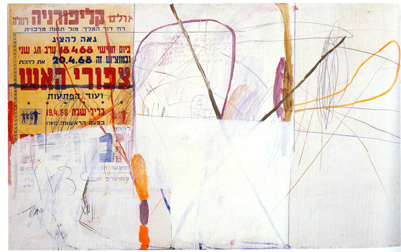
«Без названия», 1969.
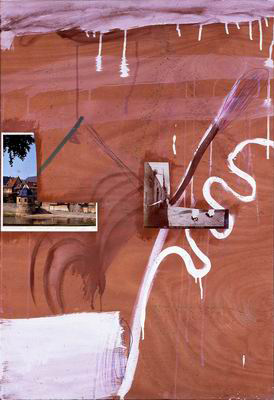
«Без названия», 1977.
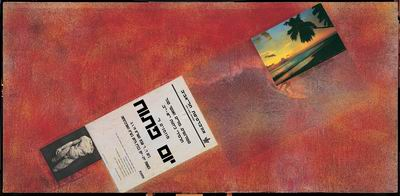
«Без названия», 1983.

## Выставки
- 2009 — Израильский павильон, Биеннале искусств в Венеции
- 2010 — «Смотреть на деревья и видеть лес», галерея «Гивон», Тель-Авив
- 2010 — Галерея Сары Aспергер, Берлин
- 2012 — «Подготовительные работы», галерея «Монтефиоре», Тель-Авив

## Образование
- Колледж для преподавателей искусства, Тель-Авив

## Педагогическая деятельность
- 1966 — Колледж для преподавателей искусства, Рамат Ха-Шарон

## Награды
- 1978 — Премия Дизенгофа в области живописи и скульптуры, Тель-Авив